# 황일권
황일권(黃一權, 1969년 6월 9일~)은 KBO 리그 전 OB 베어스의 내야수이며 실업야구에서 신인왕(1991년) MVP(1992)를 수상하여 1992년 10월 23일 그 당시 신인 야수 중 최고액인 계약금 8천만원, 연봉 1200만원을 받고 OB  유니폼을 입었으며 1993년 개막전에서 3루수 1번타자로 선발출전했으나 공격 수비 모두에서 기대에 못 미치는 저조한 성적을 내어 주전 자리에서 밀려났다.
그 뒤, 1994년 개막전 3루수 2번타자로 낙점됐지만 역시 저조한 성적 탓에 안경현에게 주전 자리를 내줬고 같은 해 7월 현역으로 입대했으나 요통 때문에 의병 제대한 후 1995년 11월 복귀했지만 이렇다할 모습을 보여주지 못했으며 1997년 시즌 뒤 은퇴했다.

## 출신학교
- 1975년~1981년: 서울삼성초등학교 → 봉천초등학교(전학)[3]
- 1981년~1984년: 중앙중학교
- 1984년~1987년: 중앙고등학교 → 덕수고등학교(전학)[4]
- 1987년~1991년: 한양대학교(1991학번)